# Juan Somavía
Juan Somavía né le 21 avril 1941  au Chili, est un ancien Directeur général de l'Organisation internationale du travail (OIT).

## Biographie
Juan Somavía est un avocat de profession. Il a commencé sa carrière en tant qu'universitaire. De 1967 à 1968, il fut conférencier sur les questions économiques et sociales pour les cours de politique commerciale du GATT à Genève.
En 1971, il a été nommé professeur de droit international des affaires économiques et sociales dans le département de sciences politiques à l'Université catholique du Chili.
Il a fait une longue carrière dans les affaires civiles et internationales. Son expérience dans tous les domaines de la vie publique, en tant que diplomate et universitaire, et de son implication dans le développement social, les entreprises et les organisations civiles ont contribué à façonner sa vision sociale d'assurer un travail décent pour les femmes et les hommes à travers le monde.
Juan Somavía est devenu le neuvième directeur général de l'OIT après son élection par le Conseil d'administration du 23 mars 1998.
Son mandat de cinq ans a débuté le 4 mars 1999. Il est devenu le premier représentant de l'hémisphère Sud à la tête de l'organisation internationale. En mars 2003, Juan Somavía a été réélu pour un second mandat de cinq ans. Il a été réélu pour un troisième mandat de cinq ans en novembre 2008.
Les travaux du Bureau de l'OIT ont été réorganisés autour de quatre objectifs stratégiques qui permettent d'établir des objectifs et des indicateurs pour mesurer les progrès accomplis dans les domaines de la création d'emplois, des droits au travail, de la protection sociale et du dialogue social.
Le 1er octobre 2012, il est remplacé à la tête de l'OIT par Guy Ryder, élu 4 mois plus tôt.
Il est marié à Adriana Santa Cruz et ils ont deux enfants.

## Carrière
- 1968-70: Ambassadeur et conseiller du ministre des Affaires étrangères du Chili sur les affaires économiques et sociales, chargé des questions multilatérales, y compris l'OIT.
- 1970-73: Secrétaire exécutif de l'American Free Trade Association latine au Chili, l'ambassadeur du Chili auprès du Groupe andin, membre et président du Conseil d'administration du Groupe andin ;
- Entre 1976 et 1990, il a été le fondateur, directeur exécutif et président de l'Institut latino-américain d'études transnationales (ILET), période durant laquelle il a entrepris un certain nombre d'études sur les mouvements syndicaux et sociaux dans la ville de Mexico et Santiago du Chili.
- 1990-1991: Président du Comité des Nations unies troisième des affaires sociales, humanitaires et culturelles ;
- 1990-1999: Représentant permanent du Chili auprès des Nations unies à New York ;
- 1991-1992: président de la commission sociale du Conseil économique et social des Nations unies ;
- 1993-1994, 1998-1999 : Président de l'Organisation des Nations unies et social Conseil économique ;
- 1993-1995: Président du Comité préparatoire du Sommet mondial pour le développement social, Copenhague ;
- 1996-1997: Représentant du Chili au Conseil de sécurité des Nations unies, y compris le Président du Conseil de sécurité en avril 1996 et octobre 1997 ;
- 1996-1999, il a été président du conseil d'administration de l'Institut de recherche des Nations unies pour le développement social (UNRISD).